# AN/SPS-55
AN/SPS-55は、アメリカ合衆国のレイセオン社が開発した2次元レーダー（製作はカルディオン社）。アメリカ海軍において対水上捜索・航法用レーダーとして採用されており、水上船舶の捜索のほか、海岸線の識別、航法、障害物探索に使用される。

## 概要
1950年代以降、アメリカ海軍では、対水上捜索用レーダーとしてはCバンドのAN/SPS-10が広く持ちいられてきた。しかし、同周波数のミサイル用射撃指揮レーダーとの干渉が問題になったことから、Xバンドで同用途のレーダーが求められた。これによって開発されたのが本機である。
契約は1971年6月に締結された。元々はオリバー・ハザード・ペリー級ミサイルフリゲートに搭載する目的で開発されたが、それ以外の艦艇にも搭載された。
アンテナは、2つの導波管スロットアレイを前後両面に背中合わせに搭載しており、マグネトロン送信機と低ノイズ高周波受信機に接続されている。それぞれのアンテナは80本のスロットにより構成されている。なお、カルディオン社では、ソリッド・ステート化した改良型としてSPS-55M シーホークを開発、販売している。

## 搭載艦艇
アメリカ海軍
- オリバー・ハザード・ペリー級ミサイルフリゲート[注 1]

 オーストラリア海軍
- アデレード級フリゲート

 中華民国海軍
- 成功級フリゲート

 トルコ海軍
- G級フリゲート

 スペイン海軍
- サンタ・マリア級フリゲート

 トルコ海軍
- G級フリゲート

- スプルーアンス級駆逐艦
- キッド級ミサイル駆逐艦
- タイコンデロガ級ミサイル巡洋艦
- アヴェンジャー級掃海艦

 イスラエル海軍
- サール5型コルベット

 大韓民国海軍
- 広開土大王級駆逐艦

 スペイン海軍
- 軽空母「プリンシペ・デ・アストゥリアス」

 中華民国海軍
- 基隆級駆逐艦